# Cescom
Au Mali, les CESCOM désignent les centres de santé communautaires.
Ces structures ont souvent été mises en place par le gouvernement et par des ONG. Leur gestion est assurées par la communauté et financées par le paiement des consultations et des médicaments. En 2003, une étude a montré les difficultés qu'ils rencontrent en raison de moyens insuffisants et de la concurrence par des cabinets privés. 